# Новоалексеевка (Синельниковский район)
Новоалексеевка (укр. Новоолексіївка) — село,
Вольненский сельский совет,
Синельниковский район,
Днепропетровская область,
Украина.
Код КОАТУУ — 1224881103. Население по переписи 2001 года составляло 96 человек.

## Географическое положение
Село Новоалексеевка находится рядом с истоком реки Татарка,
на расстоянии в 3 км от села Вольное и в 5-и км от города Синельниково.
Рядом проходят автомобильные дороги Т-0401, Т-0419 и
железная дорога, станция Платформа 1025 км в 1,5 км.